# Anna av York
Anna av York, född 1475, död 1511, var en engelsk prinsessa, dotter till kung Edvard IV av England och Elisabet Woodville. Hon var från februari 1495 gift med Thomas Howard, 3:e hertig av Norfolk.
Anna förlovades den 18 juni 1479 med Filip den sköne av Flandern, som en del av det fredstraktat som slöts mellan Österrike och England. Avtalet fullföljdes dock inte efter faderns död 1483. I stället gifte hon sig i februari 1494 eller 1495 med Thomas Howard. Hon dog barnlös. 
Anna medverkade 1486 i processionen vid dopet av hennes systerson Arthur, prins av Wales, och 1489 vid dopet av hennes systerdotter Margareta Tudor.